# Moechotypa uniformis
Moechotypa uniformis là một loài bọ cánh cứng trong họ Cerambycidae.